# Daijahn Anthony
Daijahn Nyckell Anthony (Richmond, 9 settembre 2000) è un giocatore di football americano statunitense che milita nel ruolo di safety per i Cincinnati Bengals della National Football League (NFL).

## Carriera universitaria
Anthony iniziò la carriera nel college football nel 2019 con gli Shepers Rams, dove militò per due stagioni, anche se la seconda fu cancellata per la pandemia di COVID-19. Nel 2021 passò a Liberty dove in due stagioni fece registrare 41 tackle, 6 passaggi deviati e 3 intercetti. L'ultima stagione, nel 2023, la passò a Ole Miss, mettendo a segno 61 tackle, 8 passaggi deviati, 3 intercetti e un fumble forzato.

## Carriera professionistica

### Cincinnati Bengals
Anthony fu scelto nel corso del settimo giro (224º assoluto) del Draft NFL 2024 dai Cincinnati Bengals. Nella sua prima stagione disputò 13 partite, nessuna delle quali come titolare, con 3 placcaggi e un passaggio deviato.